# Moerasarabieren
Moerasarabieren zijn de oorspronkelijke Arabische bewoners van de Mesopotamische moerassen, in het zuiden van het hedendaagse Irak en aangrenzende Iran.
De Moerasarabieren hebben een unieke cultuur die zich kenmerkt door afhankelijkheid van de moerassen rond de rivieren Eufraat en Tigris. De meerderheid van de Moerasarabieren zijn sjiieten en een minderheid waren mandaeërs. Deze laatste groep is echter vrijwel geheel uit Irak verdwenen door vervolging.
Door de Eerste Golfoorlog, drooglegging van de moerassen door de Iraakse regering in de jaren 90 van de 20e eeuw, de Tweede Golfoorlog en daaropvolgende Iraakse burgeroorlog worden de Moerasarabieren echter in hun voortbestaan bedreigd.

## Klimaatverandering
Door dammen "hoger op" stroomt meer dan een derde minder water naar hun gebied dan in 1970. Met als gevolg dat zout zeewater van de Perzische Golf nu meer landinwaarts komt. Klimaatverandering vormt ook een toenemende bedreiging voor hen. Irak warmt in dit eerste kwart van de 21e eeuw bijna twee keer zoveel op dan de aarde dat doet. Droogte en vaker voorkomende hogere extreme temperaturen (meer dan 51 graden Celsius) hebben hun impact op land, flora en fauna en "mens en dier". Het moeras-areaal wordt kleiner door verdroging en de opbrengst (bijvoorbeeld vis) neemt af. De waterkwaliteit neemt af met als gevolg ziekte en sterfte van waterbuffels De inwoners van dit gebied hebben geen elektriciteit (dus geen koeling). Vrouwen en kinderen overleven hittegolven door tijdelijk naar familie in stadjes in de regio te gaan. Sommige families proberen het elders in het moerasgebied, anderen verlaten de moerassen en migreren.

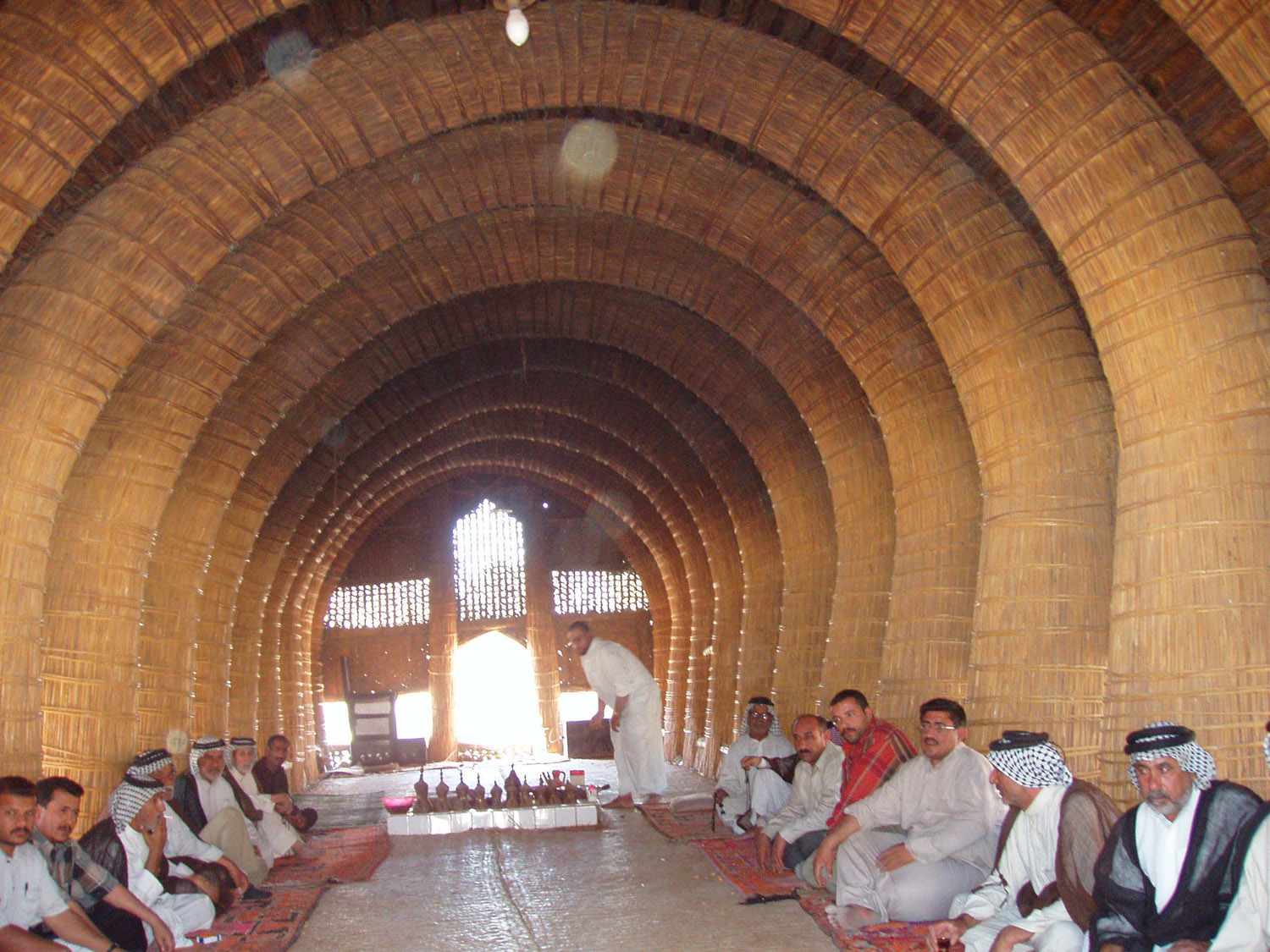
Een mudhif; een typisch rieten gastenverblijf van de Moerasarabieren
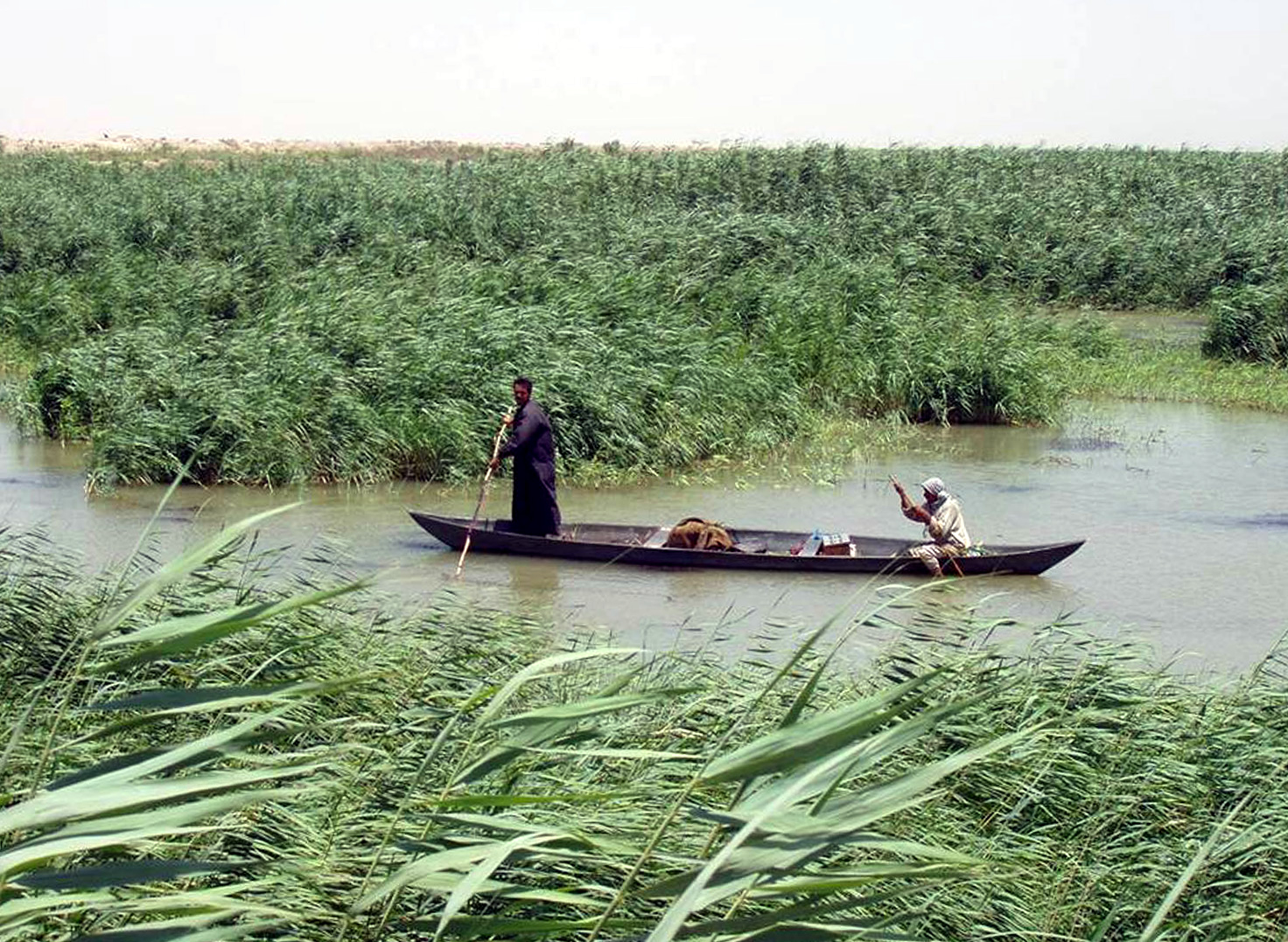
Moerasarabieren in een masjoef; een traditioneel vaartuig in de moerassen van Mesopotamië